# Бжехва, Ян
Ян Виктор Бжехва (пол. Jan Brzechwa, фамилия при рождении — Лесман (пол. Lesman); 15 августа 1898 — 2 июля 1966) — польский поэт, писатель, переводчик.

## Биография
Родился в Жмеринке в еврейской семье, отец был железнодорожным инженером. Двоюродный брат — поэт Болеслав Лесьмян. Ян Бжехва писал стихи, песни, а также сказки, фантастические повести и басни. В 1907—1910 годах учился в гимназии в Киеве.
Бжехва переводил на польский язык таких классиков русской литературы, как Пушкин, Чехов, Ильф и Петров.
Наибольшую популярность писателю принесли сказки про пана Кляксу, среди которых «Академия пана Кляксы» (1946), «Путешествия пана Кляксы» (1961) и «Триумф пана Кляксы» (1965). На русском языке сказки вышли в переводе Михаила Ландмана.
Все сказки были экранизированы Кшиштофом Градовским:
- 1984 — «Академия пана Кляксы»
- 1986 — «Путешествие пана Кляксы»
- 1989 — «Пан Клякса в космосе»
- 2001 — «Триумф пана Кляксы»

13 сентября 2002 учащиеся Государственного лицея пластических искусств Замосця (Państwowe Liceum Sztuk Plastycznych z Zamościa) поставили в Щебжешине памятник жуку — герою стихотворения Яна Бжехвы «Chrząszcz»..
Ян Бжехва был одним из самых издаваемых в Польше авторов художественной литературы в 1944—2004 годах: в этот период было выпущено 439 изданий его произведений общим тиражом 32,277 млн экземпляров. По общему тиражу его произведений за этот период он уступал лишь Генрику Сенкевичу.
Стихи Яна Бжехвы на русский язык перевёл поэт Борис Заходер (в том числе известное «Дырки в сыре» («Wrona i ser») («— Скажите, // Кто испортил сыр? // Кто в нём наделал // Столько дыр?»)).